# Lúpulo

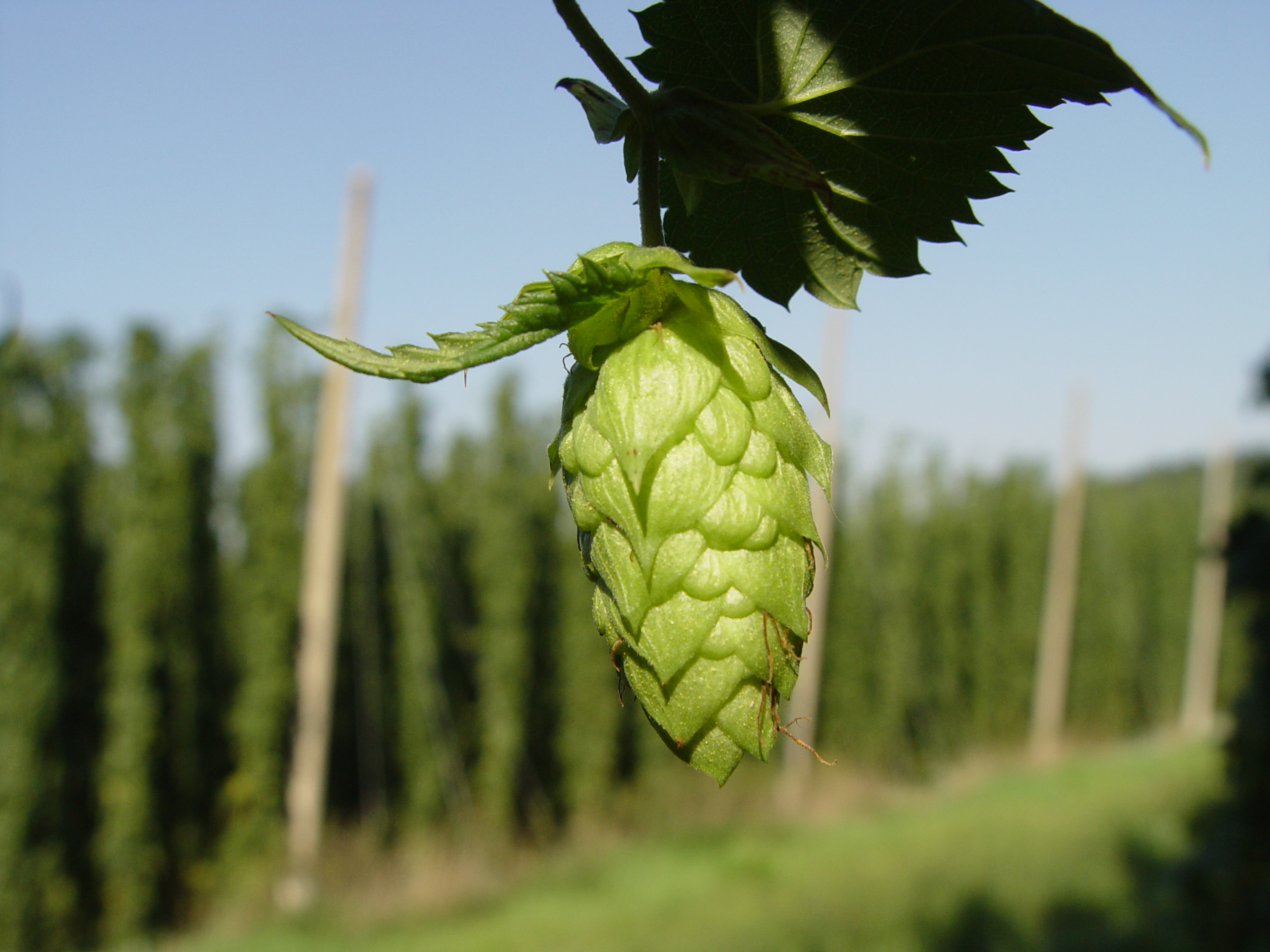
Flor de lúpulo en un campo de lúpulo en Hallertau, Alemania

El lúpulo son las flores (también llamadas conos de semillas o estróbilos) de la planta de lúpulo Humulus lupulus, un miembro de la familia Cannabaceae de plantas con flores. Se utilizan principalmente como amargante, saborizante y agente de estabilidad en la cerveza, a la que, además de amargor, imparten sabores y aromas florales, afrutados o cítricos. El lúpulo también se utiliza para diversos fines en otras bebidas y en la medicina herbal. Las plantas de lúpulo tienen plantas femeninas y masculinas separadas, y sólo las femeninas se utilizan para la producción comercial. La planta del lúpulo es una planta herbácea perenne, vigorosa y trepadora, que suele crecer en hileras en un campo denominado «hopfield«, «hop garden» (en el sur de Inglaterra) o «hop yard» (en el West Country y Estados Unidos) cuando se cultiva con fines comerciales. Los agricultores de todo el mundo cultivan muchas variedades diferentes de lúpulo, que se utilizan para determinados estilos de cerveza.

Dibujo de la sección transversal de un lúpulo.

El primer uso documentado del lúpulo en la cerveza data del siglo IX, aunque a menudo se cita a Hildegarda de Bingen, 300 años más tarde, como la primera fuente documentada. Antes de esta época, los cerveceros utilizaban un gruit, compuesto por una amplia variedad de hierbas y flores amargas, como el diente de león, la raíz de bardana, la caléndula, el marrubio (el antiguo nombre alemán del marrubio, Berghopfen, significa "lúpulo de montaña"), la hiedra terrestre y el brezo. Los primeros documentos incluyen la mención de un jardín de lúpulo en el testamento del padre de Carlomagno, Pipino el Breve.
El lúpulo también se utiliza en la elaboración de cerveza por su efecto antibacteriano sobre los microorganismos menos deseables y por supuestos beneficios como equilibrar el dulzor de la malta con el amargor y una variedad de sabores y aromas. Se cree que las combinaciones tradicionales de hierbas para las cervezas se abandonaron después de que se observara que las cervezas elaboradas con lúpulo eran menos propensas a estropearse.

## Historia

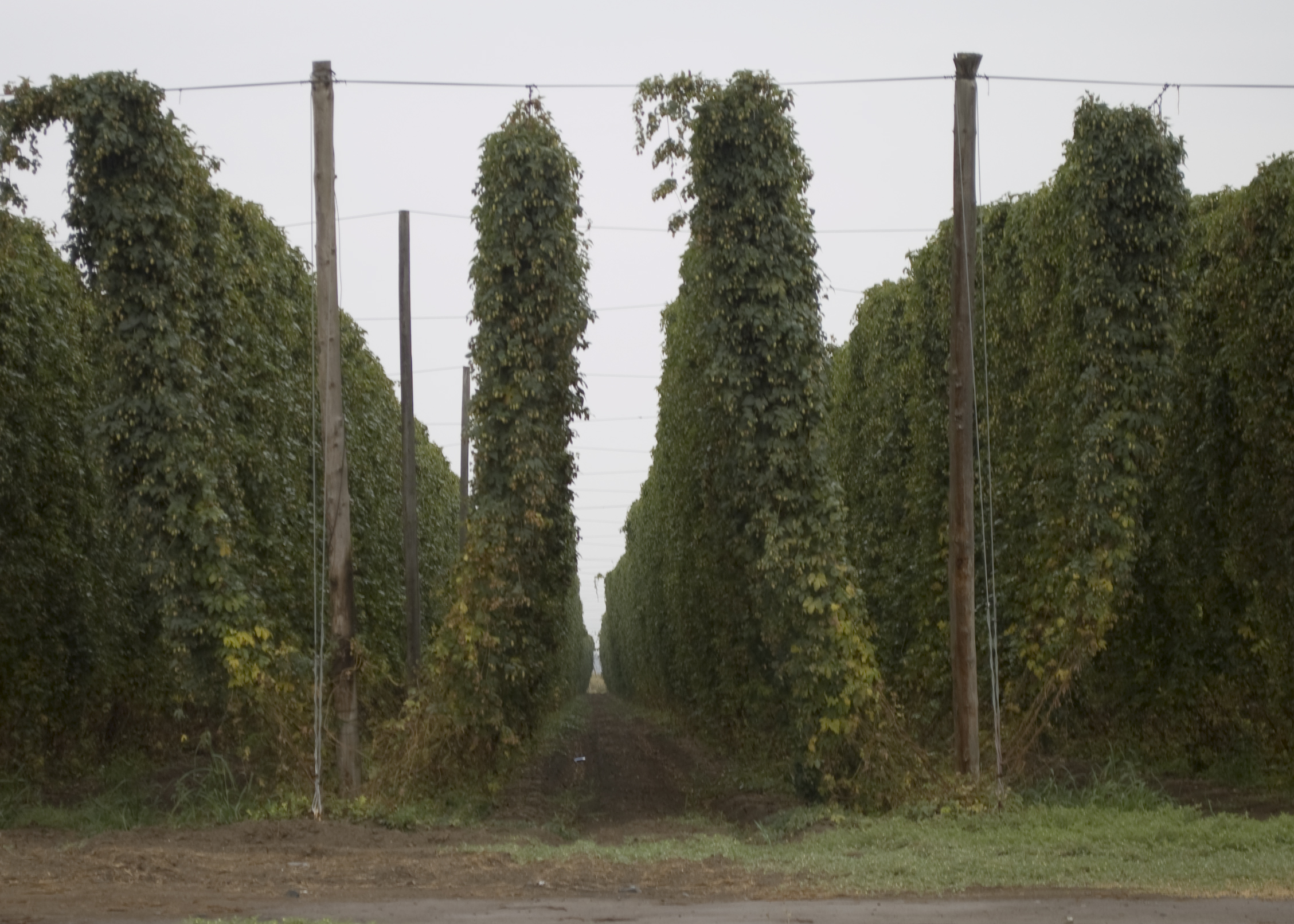
Lianas de lúpulo completamente crecidas y listas para la cosecha en la reserva india de Yakama.

El primer cultivo de lúpulo documentado se remonta al año 736, en la región de Hallertau, en la actual Alemania, aunque la primera mención del uso del lúpulo en la fabricación de cerveza en ese país data de 1079. Sin embargo, en un testamento de Pipino el Breve, padre de Carlomagno, se legan huertos de lúpulo al Claustro de Saint-Denis en 768.
No fue hasta el siglo XIII cuando el lúpulo empezó a amenazar el uso del gruit para aromatizar. El gruit se utilizaba cuando la nobleza gravaba con impuestos el lúpulo. Cualquiera que fuera el gravado hacía que el cervecero cambiara rápidamente al otro.
En Gran Bretaña, la cerveza con lúpulo se importó por primera vez de Holanda hacia 1400, pero el lúpulo fue condenado en 1519 como "mala hierba perniciosa". En 1471, Norwich, Inglaterra, prohibió el uso de la planta en la elaboración de ale (cerveza era el nombre de los licores de malta fermentados y aderezados con lúpulo; sólo en tiempos recientes se utilizan las palabras como sinónimos).

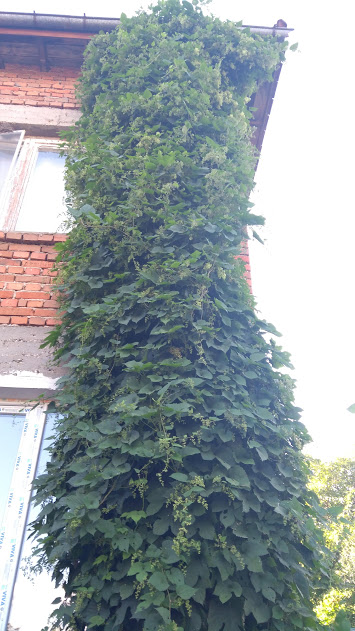
Humulus en una casa

En Alemania, el uso del lúpulo era también una opción religiosa y política a principios del siglo XVI. El lúpulo no estaba sujeto a impuestos para la Iglesia católica, como sí ocurría con el gruit. Por esta razón, los protestantes preferían la cerveza con lúpulo.
El lúpulo utilizado en Inglaterra se importaba de Francia, Holanda y Alemania y estaba sujeto a aranceles de importación; no fue hasta 1524 cuando el lúpulo se cultivó por primera vez en el sureste de Inglaterra (Kent), al ser introducido como cultivo agrícola por agricultores holandeses. De ahí que muchas palabras utilizadas en la industria del lúpulo procedan del neerlandés. Posteriormente, el lúpulo se cultivó tan al norte como Aberdeen, cerca de las fábricas de cerveza por la comodidad de las infraestructuras.

Según la obra de Thomas Tusser de 1557 Five Hundred Points of Good Husbandry:

"Así exalto el lúpulo para su provecho,
fortalece la bebida y aromatiza la malta;
Y bien elaborado, bien guardado durará,
Y la bebida perdurará, si no la bebéis demasiado deprisa".
En Inglaterra había muchas quejas sobre la calidad del lúpulo importado, cuyos sacos se contaminaban a menudo con tallos, arena o paja para aumentar su peso. Por ello, en 1603, el rey Jacobo I aprobó una ley del Parlamento que prohibía esta práctica, de la que "los súbditos de este reino han sido últimamente objeto de abusos, etc., por valor de 20.000 libras anuales, además de poner en peligro su salud". El cultivo del lúpulo se inició en los actuales Estados Unidos en 1629 por agricultores ingleses y holandeses. Antes de la prohibición, el cultivo se centraba principalmente en Nueva York, California, Oregón y el estado de Washington. Los problemas con el oídio y el mildiú velloso devastaron la producción de Nueva York en la década de 1920, y California sólo produce lúpulo a pequeña escala.

## Producción mundial
La producción de lúpulo se concentra en climas templados húmedos, y gran parte de la producción mundial tiene lugar cerca del paralelo 48 norte. Las plantas de lúpulo prefieren los mismos suelos que las papas y los principales estados productores de papas de Estados Unidos son también importantes zonas productoras de lúpulo; sin embargo, no todas las zonas productoras de patatas pueden producir buen lúpulo de forma natural: los suelos de las Provincias Marítimas de Canadá, por ejemplo, carecen del boro que prefiere el lúpulo. Históricamente, el lúpulo no se cultivaba en Irlanda, sino que se importaba de Inglaterra. En 1752 se importaron más de 500 toneladas de lúpulo inglés sólo a través de Dublín.

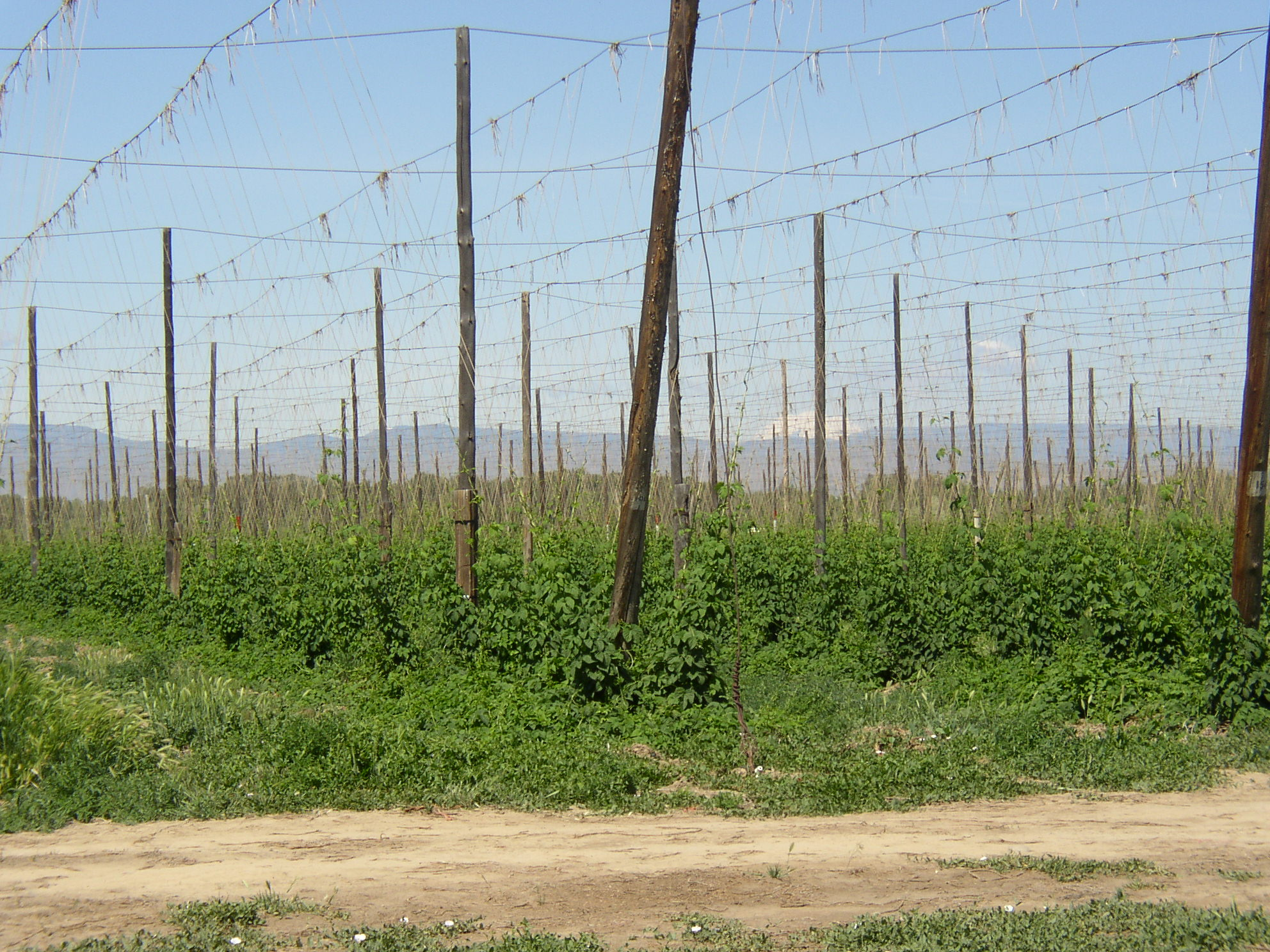
Crecimiento temprano del lúpulo en un patio de lúpulo en el valle del río Yakima en Washington con el Monte Adams en la distancia.

En la actualidad, los centros de producción más importantes son Hallertau en Alemania, Žatec (Saaz) en la República Checa, los valles de Yakima (Washington) y Willamette (Oregón), y el oeste del condado de Canyon, Idaho (incluidas las comunidades de Parma, Wilder, Greenleaf y Notus). Los principales centros de producción del Reino Unido se encuentran en Kent (donde se produce el lúpulo Kent Goldings), Herefordshire y Worcestershire, y la mayor parte del lúpulo cosechado se destina a la fabricación de cerveza.
| País productor de lúpulo | Producción de lúpulo en 2020 en toneladas (t) |
| ------------------------ | --------------------------------------------- |
| Estados Unidos           | 47,541                                        |
| Alemania                 | 46,878                                        |
| China                    | 7,044                                         |
| República Checa          | 5,925                                         |
| Polonia                  | 3,417                                         |
| Eslovenia                | 2,723                                         |
| Australia                | 1,714                                         |
| Nueva Zelanda            | 1,250                                         |
| Reino Unido/Inglaterra   | 924                                           |
| España                   | 908                                           |
| Francia                  | 767                                           |

### Cultivo y cosecha

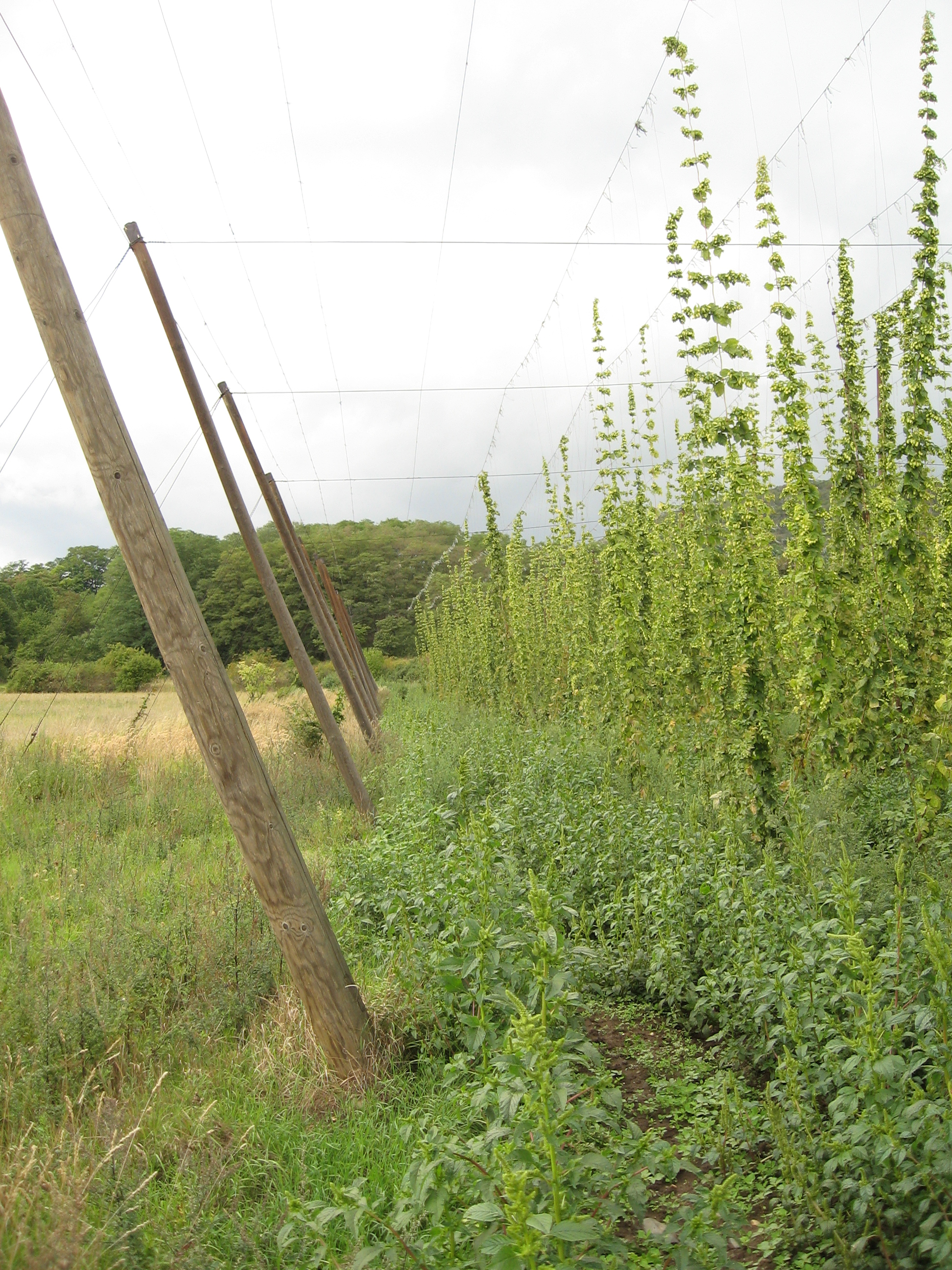
Una superestructura de cables aéreos sostiene los ramales que, a su vez, sostienen las lianas.

Aunque el lúpulo se cultiva en la mayor parte del territorio continental de Estados Unidos y Canadá, su cultivo para la producción comercial requiere un entorno particular. Dado que el lúpulo es una planta trepadora, se cultiva en espalderas formadas por cuerdas o alambres que sujetan las plantas y les permiten crecer mucho más con el mismo perfil de luz solar. De este modo, la energía que habría sido necesaria para construir las celdas estructurales también se libera para el crecimiento del cultivo.
El método de reproducción de la planta del lúpulo consiste en que las flores masculinas y femeninas se desarrollan en plantas separadas, aunque ocasionalmente se desarrolla un individuo fértil que contiene tanto flores masculinas como femeninas. Dado que las semillas polinizadas no son deseables para la elaboración de la cerveza, en los campos de lúpulo sólo se cultivan plantas femeninas, evitando así la polinización. Las plantas femeninas se propagan vegetativamente y las masculinas se eliminan si se cultivan a partir de semillas.
Las plantas de lúpulo se plantan en hileras con una separación de entre 2 y 2,5 metros. Cada primavera, de las raíces salen nuevas cañas que se cuelgan del suelo en un enrejado. Los conos crecen en lo alto de la planta y, antiguamente, se recogían a mano. La cosecha del lúpulo se hizo mucho más eficaz con la invención del separador mecánico de lúpulo, patentado por Emil Clemens Horst en 1909.
El lúpulo se cosecha a finales del verano, se corta, se separa y se seca en un secadero para reducir la humedad. Para el secado, el lúpulo se extiende en el piso superior del secadero y se calienta con calefactores situados en el piso inferior. A continuación, el lúpulo seco se comprime en balas mediante una empacadora.
Los conos de lúpulo contienen diferentes aceites, como el lupulino, una sustancia amarillenta y cerosa, una oleorresina, que imparte sabor y aroma a la cerveza. El lupulino contiene lupulona y humulona, que poseen propiedades antibióticas, suprimiendo el crecimiento bacteriano y favoreciendo el crecimiento de la levadura de cerveza. Una vez extraído el lupulino en el proceso de elaboración de la cerveza, se desechan los conos de papel.

### Trabajo migrante e impacto social

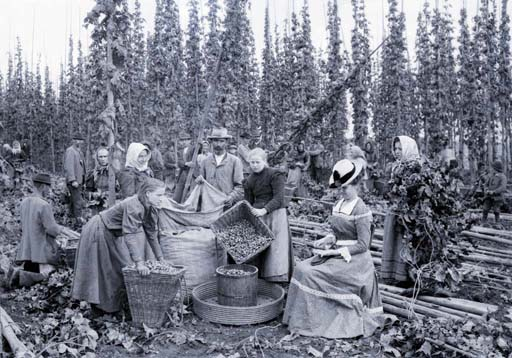
Cosecha del lúpulo en el Reino de Bohemia (1898)

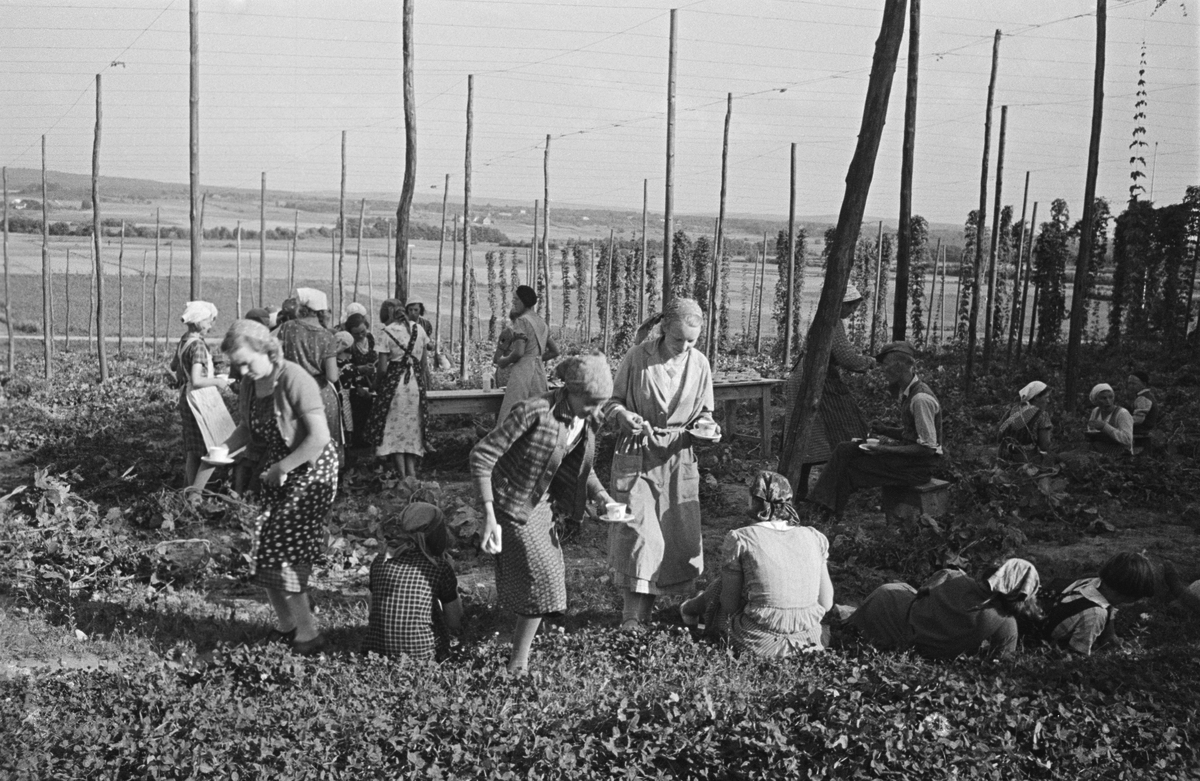
Cosecha del lúpulo en Skåne, Suecia, en 1937

La necesidad de mano de obra masiva en la época de la cosecha hizo que el cultivo del lúpulo tuviera un gran impacto social. En todo el mundo, el trabajo intensivo de la cosecha conllevaba un gran número de trabajadores emigrantes que viajaban para la cosecha anual del lúpulo. Familias enteras vivían en cabañas de lupuleros y hasta los niños más pequeños ayudaban en el campo. Los capítulos finales de Servidumbre humana, de W. Somerset Maugham, y gran parte de La hija del clérigo, de George Orwell, contienen una vívida descripción de las familias londinenses que participaban en esta cosecha anual de lúpulo. En Inglaterra, muchos de los que recogían lúpulo en Kent procedían de las zonas orientales de Londres.Esto proporcionaba un descanso de las condiciones urbanas que se pasaba en el campo. También acudía gente de Birmingham y otras ciudades de las Midlands para recoger lúpulo en la zona de Malvern, en Worcestershire. Se conservan algunas fotografías.
Las condiciones de vida, a menudo lamentables, de los recolectores de lúpulo durante la cosecha se convirtieron en motivo de escándalo en Kent y otros condados productores de lúpulo. Con el tiempo, el reverendo John Young Stratton, rector de Ditton, Kent, empezó a recabar apoyos para la reforma, lo que dio lugar en 1866 a la formación de la Sociedad para el Empleo y la Mejora del Alojamiento de los Recolectores de Lúpulo. Los recolectores de lúpulo disponían de un alojamiento muy básico, con unas condiciones sanitarias muy deficientes. Esto propició la propagación de enfermedades infecciosas y provocó la contaminación del agua. La epidemia de fiebre tifoidea de Maidstone de 1897 se debió en parte a que los recolectores de lúpulo acampaban cerca de los manantiales de Farleigh, que suministraban agua a Maidstone.
Especialmente en Kent, debido a la escasez de monedas de baja denominación del reino, muchos cultivadores emitieron su propia moneda para los que realizaban el trabajo. En algunos casos, las monedas emitidas estaban adornadas con fantasiosas imágenes del lúpulo, lo que las hacía bastante bellas.

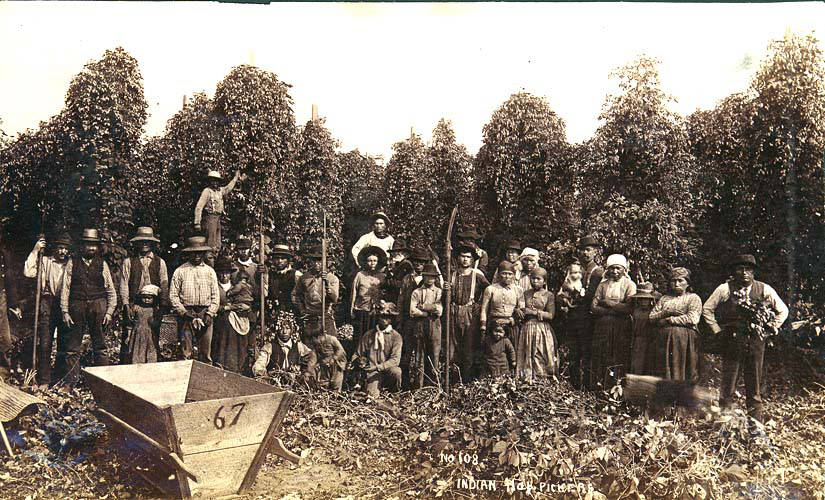
Región de Puget Sound, Washington, hacia 1893

En Estados Unidos, la Ley Seca afectó gravemente a la producción de lúpulo, pero aún quedan vestigios de esta importante industria en los estados occidentales en forma de antiguos hornos de lúpulo que sobreviven en todo el condado de Sonoma, California, entre otros. Florian Dauenhauer, de Santa Rosa, en el condado de Sonoma, se convirtió en fabricante de máquinas cosechadoras de lúpulo en 1940, en parte debido a la importancia de la industria del lúpulo para el condado. Esta mecanización ayudó a destruir la industria local al permitir la producción mecanizada a gran escala, que se trasladó a explotaciones más grandes de otras zonas. Dauenhauer Manufacturing Company sigue siendo un productor actual de máquinas cosechadoras de lúpulo.

## Composición química
Además de agua, celulosa y diversas proteínas, la composición química del lúpulo está formada por compuestos importantes para conferir carácter a la cerveza.

### Ácidos alfa

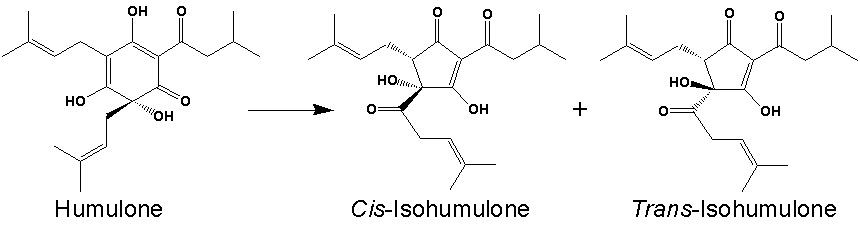
Esquema de isomerización de la humulona

Probablemente, el compuesto químico más importante del lúpulo son los ácidos alfa o humulonas. Durante la cocción del mosto, las humulonas se isomerizan térmicamente en ácidos iso-alfa o isohumulonas, responsables del sabor amargo de la cerveza.

### Ácidos beta

Estructura de la lupulona (ácido beta)

El lúpulo contiene ácidos beta o lupulonas. Éstas son deseables por su contribución aromática a la cerveza.

### Aceites esenciales
Los principales componentes de los aceites esenciales del lúpulo son hidrocarburos terpénicos compuestos por mirceno, humuleno y cariofileno. El mirceno es el responsable del penetrante olor del lúpulo fresco. El humuleno y sus productos de reacción oxidativa pueden dar a la cerveza su prominente aroma a lúpulo. Juntos, el mirceno, el humuleno y el cariofileno representan entre el 80 y el 90% del aceite esencial total del lúpulo.

### Flavonoides

Estructura química de la 8-prenilnaringenina

El xanthohumol es el principal flavonoide del lúpulo. Los otros flavonoides prenilados bien estudiados son la 8-prenilnaringenina y el isoxanthohumol. El xanthohumol es objeto de investigación básica por sus posibles propiedades, mientras que la 8-prenilnaringenina es un potente fitoestrógeno.

## Elaboración de la cerveza
El lúpulo suele secarse en un secadero antes de utilizarse en el proceso de elaboración de la cerveza. A veces (desde 1990) se utiliza lúpulo sin secar o "húmedo".
El mosto (líquido rico en azúcar producido a partir de la malta) se hierve con lúpulo antes de enfriarlo y añadirle levadura, para iniciar la fermentación.
El efecto del lúpulo en la cerveza final varía según el tipo y el uso, aunque existen dos tipos principales de lúpulo: amargo y aromático.

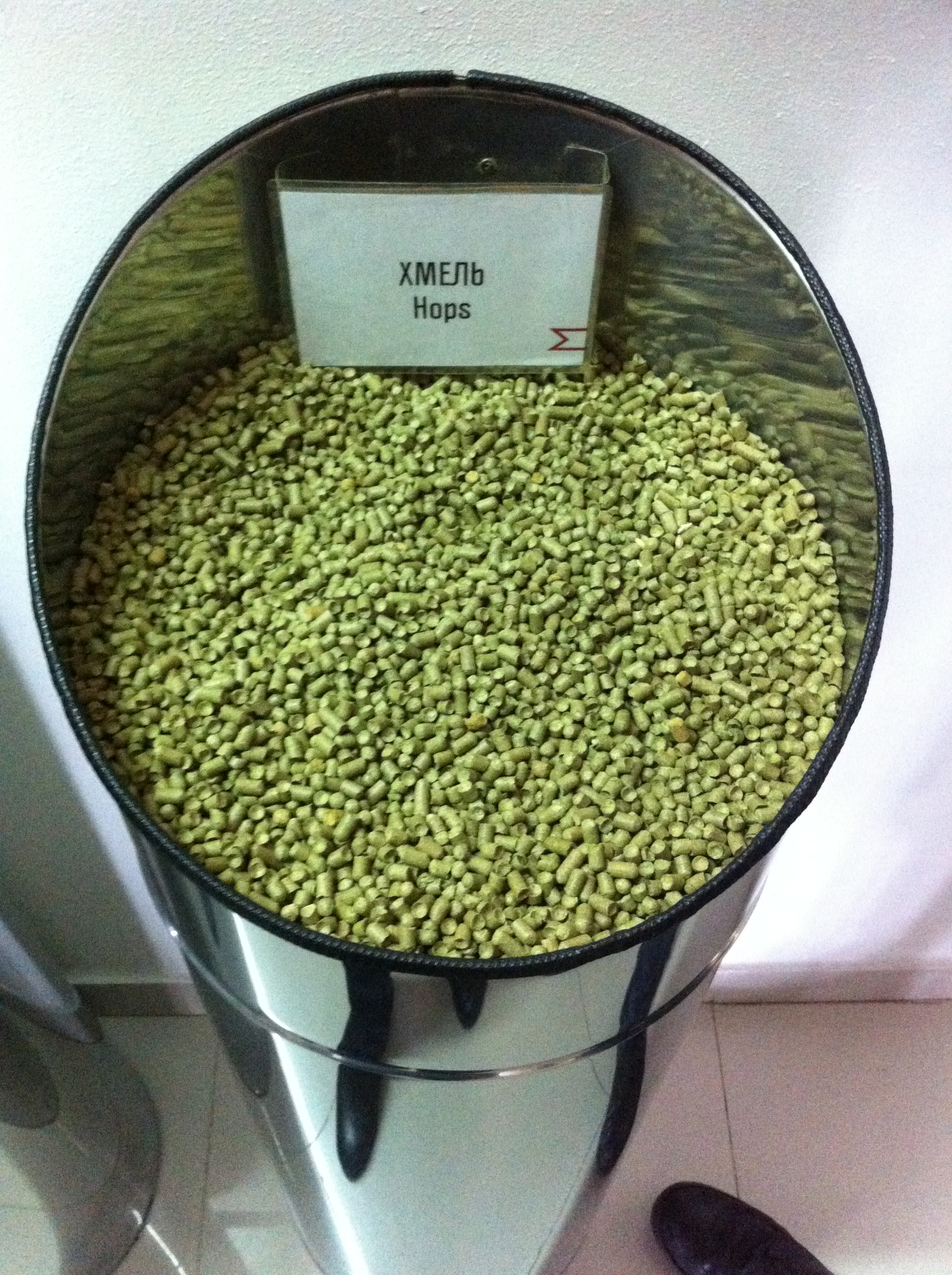
Muestra de lúpulo en la Moscow Brewing Company

Los lúpulos amargos tienen mayores concentraciones de ácidos alfa y son responsables de la mayor parte del sabor amargo de la cerveza. Los lúpulos europeos (llamados "nobles") suelen tener una media del 5-9% de ácidos alfa en peso (AABW), y las nuevas variedades americanas suelen oscilar entre el 8-19% de AABW.
Los lúpulos aromáticos suelen tener una menor concentración de ácidos alfa (~5%) y son los principales responsables del aroma y el sabor (no amargo) del lúpulo.
El lúpulo amargo se hierve durante más tiempo, normalmente entre 60 y 90 minutos, y suele tener propiedades aromáticas inferiores, ya que los compuestos aromáticos se evaporan durante la ebullición. El grado de amargor impartido por el lúpulo depende del grado de isomerización de los ácidos alfa durante la ebullición, y el impacto de una cantidad determinada de lúpulo se especifica en unidades internacionales de amargor. Por otro lado, el lúpulo sin hervir sólo es ligeramente amargo.
El lúpulo aromático suele añadirse al mosto más tarde para evitar la evaporación de los aceites esenciales, para impartir "sabor a lúpulo" (si se hace durante los últimos 30 minutos de ebullición) o "aroma a lúpulo" (si se hace durante los últimos 10 minutos, o menos, de ebullición). A menudo, el lúpulo aromático se añade después de que el mosto se haya enfriado y mientras la cerveza fermenta, una técnica conocida como "lupulización en seco", que contribuye al aroma del lúpulo. El farneseno es uno de los principales componentes de algunos lúpulos. La composición de los aceites esenciales del lúpulo puede diferir entre variedades y entre años de una misma variedad, lo que influye notablemente en el sabor y el aroma.

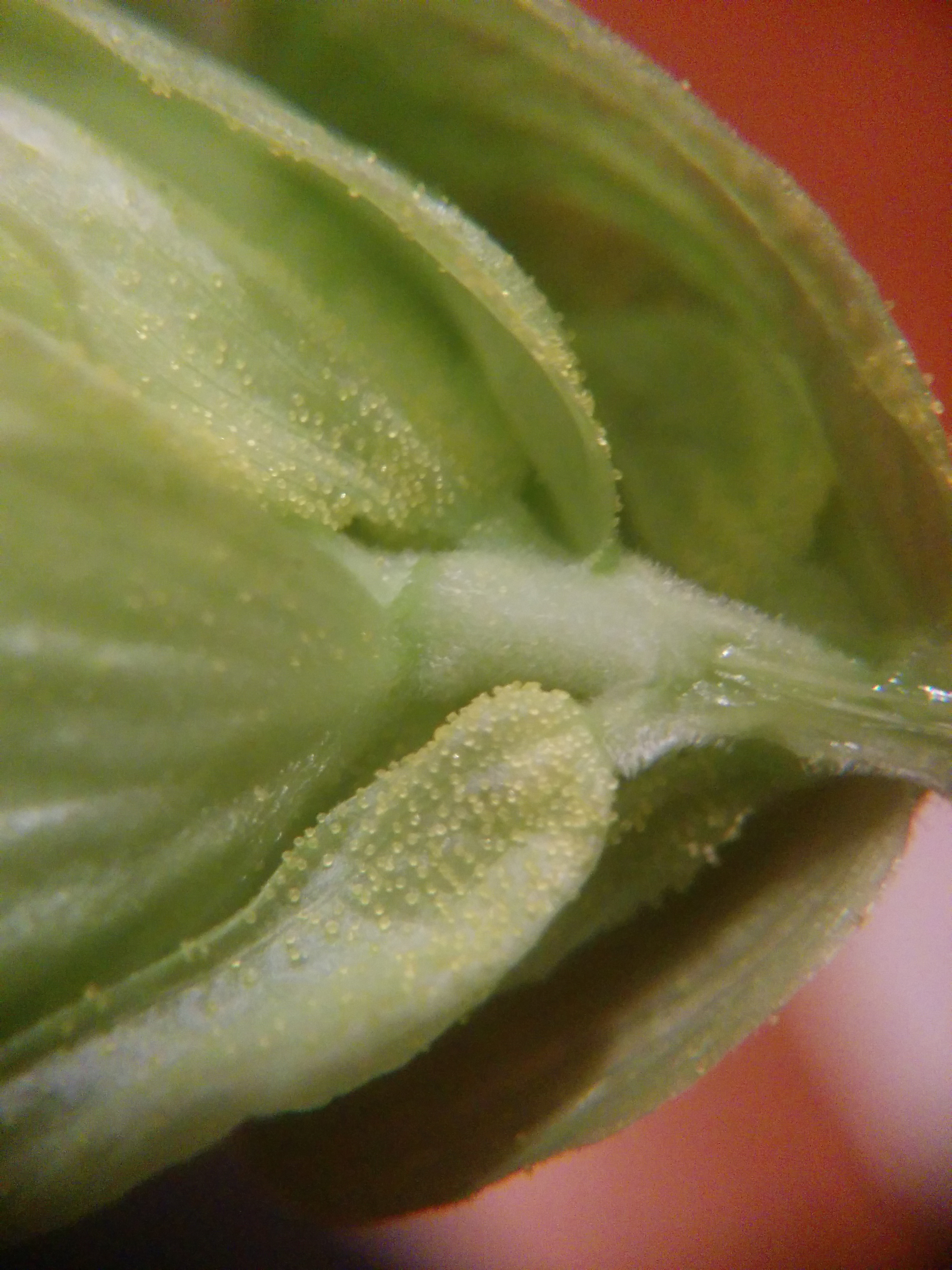
Macrofotografía de lupulino en un cono de lúpulo

Hoy en día, también se utiliza una cantidad considerable de lúpulo de "doble uso". Éstos tienen altas concentraciones de ácidos alfa y buenas propiedades aromáticas. Pueden añadirse al hervor en cualquier momento, dependiendo del efecto deseado. Los ácidos del lúpulo también contribuyen a estabilizar la espuma de la cerveza.
Los sabores y aromas se describen de forma apreciativa utilizando términos como "herbáceo", "floral", "cítrico", "especiado", "a pino", "alimonado", "a pomelo" y "terroso". Muchas lagers pálidas tienen una influencia bastante baja del lúpulo, mientras que las lagers comercializadas como Pilsener o elaboradas en la República Checa pueden tener un notable aroma a lúpulo noble. Algunas ales (sobre todo las India Pale Ale, o IPA) pueden tener un alto nivel de amargor del lúpulo.
Los cerveceros pueden utilizar herramientas informáticas para controlar los niveles de amargor en la ebullición y ajustar las recetas para tener en cuenta un cambio en la composición del lúpulo o variaciones estacionales en la cosecha que puedan llevar a la necesidad de compensar una diferencia en la aportación de ácido alfa. Los datos pueden compartirse con otros cerveceros a través de BeerXML, lo que permite reproducir una receta teniendo en cuenta las diferencias en la disponibilidad de lúpulo.
Últimamente, los pucks secos, los extractos y los pellets sustituyen al lúpulo entero en los procesos de elaboración de cerveza por razones de eficacia y coste.

## Variedades

### Programas de reproducción
Hoy en día se utilizan muchas variedades de lúpulo en la elaboración de cerveza. Históricamente, las variedades de lúpulo se identificaban por su geografía, por ejemplo, de las ciudades de Hallertau, Spalt y Tettnang en Alemania, o de la región en general, como el lúpulo Neomexicanus de Nuevo México. Otras llevaban el nombre del agricultor que se reconoce como el primero en cultivarlas, como Goldings o Fuggles de Inglaterra, o por su hábito de crecimiento, como el Oregon Cluster.
Hacia 1900, varias instituciones empezaron a experimentar con la obtención de variedades específicas de lúpulo. El programa de cultivo del Wye College de Wye (Kent) se inició en 1904 y se hizo famoso gracias al trabajo del profesor E. S. Salmon. En 1934, Salmon comercializó las variedades Brewer's Gold y Brewer's Favorite, y antes de su muerte, en 1959, publicó más de dos docenas de nuevas variedades. Desde su lanzamiento, Brewer's Gold se ha convertido en el ancestro de la mayoría de las nuevas variedades de lúpulo comercializadas en todo el mundo.
El Wye College continuó con su programa de mejora y volvió a llamar la atención en la década de 1970, cuando el Dr. Ray A. Neve lanzó las variedades Wye Target, Wye Challenger, Wye Northdown, Wye Saxon y Wye Yeoman. Más recientemente, el Wye College y su institución sucesora, Wye Hops Ltd., se han centrado en la obtención de las primeras variedades de lúpulo enano, más fáciles de recoger a máquina y mucho más económicas de cultivar. El Wye College también ha sido responsable de la obtención de variedades de lúpulo que crecen con sólo 12 horas de luz diarias para los cultivadores de lúpulo sudafricanos. El Wye College cerró sus puertas en 2009, pero el legado de sus programas de mejora del lúpulo, en particular el de las variedades enanas, continúa, ya que los programas de mejora públicos y privados de EE. UU. utilizan su material de reserva.
Algunas variedades de lúpulo se asocian a regiones y estilos cerveceros; por ejemplo, las cervezas rubias se elaboran con variedades europeas (a menudo alemanas, polacas o checas) de lúpulo noble como Saaz, Hallertau y Strissel Spalt. Las cervezas norteamericanas suelen utilizar lúpulo Cascade, lúpulo Columbus, lúpulo Centennial, lúpulo Willamette, lúpulo Amarillo y unas cuarenta variedades más, ya que últimamente los EE. UU. han sido los mayores cultivadores de nuevas variedades de lúpulo, incluidas variedades de lúpulo enano.
Los lúpulos de Nueva Zelanda, como Pacific Gem, Motueka y Nelson Sauvin, se utilizan en un estilo de cerveza "Pacific Pale Ale" cuya producción aumentó en 2014.

### Lúpulos nobles

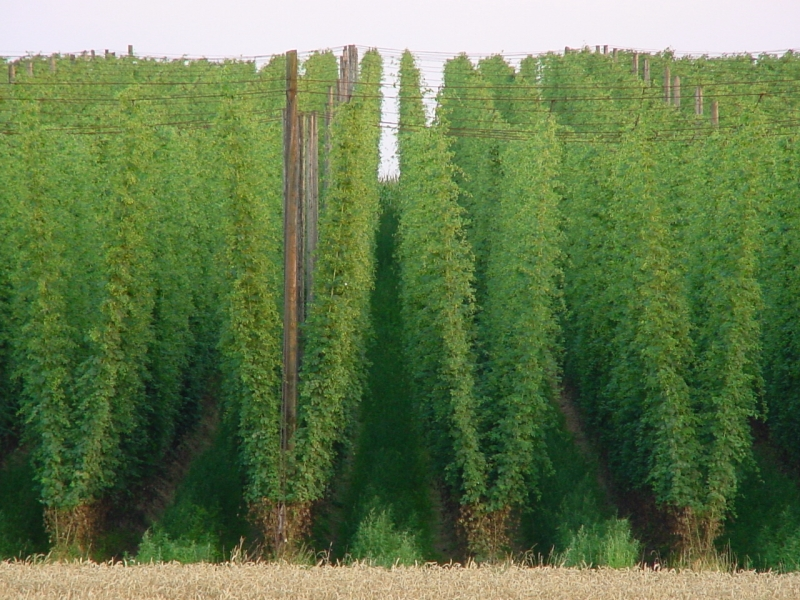
Lúpulo maduro creciendo en un campo de lúpulo en Alemania

El término "lúpulo noble" es un término de marketing que tradicionalmente se refiere a variedades de lúpulo de bajo amargor y alto aroma. Se trata de los cultivares o razas europeas Hallertau, Tettnanger, Spalt y Saaz. Algunos defensores afirman que las variedades inglesas Fuggle, East Kent Goldings y Goldings podrían calificarse de "lúpulo noble" debido a su composición similar, pero estos términos no se aplican a las variedades inglesas. Su bajo amargor relativo, pero su fuerte aroma, suelen ser características distintivas de las lagers de estilo europeo, como la Pilsener, la Dunkel y la Oktoberfest/Märzen. En la cerveza, se consideran lúpulos aromáticos (en contraposición a los lúpulos amargos); véase la Pilsner Urquell como ejemplo clásico del estilo Pilsener bohemio, que exhibe lúpulos nobles.
Al igual que ocurre con las uvas, el lugar de cultivo del lúpulo influye en sus características. Del mismo modo que la cerveza Dortmunder sólo puede etiquetarse en la UE como "Dortmunder" si se ha elaborado en Dortmund, el lúpulo noble sólo puede considerarse oficialmente "noble" si se ha cultivado en las zonas que dan nombre a las variedades (razas) de lúpulo.
- Hallertau o Hallertauer - El lúpulo original de las lager alemanas; recibe su nombre de la región de Hallertau o Holledau, en el centro de Baviera. Debido a su susceptibilidad a las enfermedades de los cultivos, fue sustituido en gran medida por el Hersbrucker en las décadas de 1970 y 1980. (Ácido alfa 3,5-5,5% / ácido beta 3-4%)
- Spalt - Lúpulo noble tradicional alemán procedente de la región de Spalter, al sur de Núremberg. Con un aroma delicado y especiado. (Ácido alfa 4-5%/ácido beta 4-5%)
- Tettnang - Procede de Tettnang, una pequeña ciudad del sur de Baden-Württemberg, en Alemania. La región produce importantes cantidades de lúpulo y las envía a cervecerías de todo el mundo. Noble lúpulo alemán de doble uso utilizado en las lagers pálidas europeas, a veces con Hallertau. Amargor suave. (Ácido alfa 3,5-5,5% / ácido beta 3,5-5,5%)
- Žatec (Saaz) - Lúpulo noble, llamado así por la ciudad de Žatec, muy utilizado en Bohemia para aromatizar las lagers pálidas checas como la Pilsner Urquell. Aroma y amargor suaves. (Ácido alfa 3-4,5% / ácido beta 3-4,5%)

El lúpulo noble se caracteriza mediante análisis por tener una calidad aromática resultante de numerosos factores en el aceite esencial, como una proporción alfa:beta de 1:1, bajos niveles de ácido alfa (2-5%) con un bajo contenido de cohumulona, bajo mirceno en el aceite de lúpulo, alto humuleno en el aceite, una proporción de humuleno:cariofileno superior a tres, y una mala capacidad de almacenamiento que hace que sean más propensos a la oxidación. En realidad, esto significa que tienen un potencial amargo relativamente constante a medida que envejecen, debido a la oxidación de los beta ácidos, y un sabor que mejora a medida que envejecen durante los periodos de almacenamiento deficiente.

## Otros usos

2-metil-3-buten-2-ol

Además de la cerveza, el lúpulo se utiliza en infusiones y refrescos. Entre estos refrescos se encuentran el Julmust (una bebida carbonatada similar a la soda que es popular en Suecia durante el mes de diciembre), el Malta (un refresco latinoamericano) y el kvass. El lúpulo se puede comer; los brotes jóvenes de la vid son comestibles y se pueden cocinar como los espárragos.
El lúpulo puede usarse en la medicina herbal de forma similar a la valeriana, como tratamiento para la ansiedad, la inquietud y el insomnio. Una almohada rellena de lúpulo es un remedio popular para el insomnio, e investigaciones con animales han demostrado un efecto sedante. El efecto relajante del lúpulo puede deberse, en parte, al producto de degradación específico de los ácidos alfa, el 2-metil-3-buten-2-ol, como demuestra el consumo nocturno de cerveza sin alcohol. El 2-metil-3-buten-2-ol es estructuralmente similar al alcohol tert-amílico, que se utilizaba históricamente como anestésico. El lúpulo tiende a ser inestable cuando se expone a la luz o al aire y pierde su potencia tras unos meses de almacenamiento.
El lúpulo es de interés para la terapia hormonal sustitutoria y está siendo objeto de investigación básica para el alivio potencial de los problemas relacionados con la menstruación.

## Toxicidad
En ocasiones, la recolección del lúpulo provoca dermatitis. Aunque pocos casos requieren tratamiento médico, se calcula que un 3% de los trabajadores sufren algún tipo de lesión cutánea en la cara, las manos y las piernas. El lúpulo es tóxico para los perros.

## Ficción
El lúpulo y su recolección constituyen el entorno y la atmósfera de la novela policíaca británica Death in the Hop Fields (1937), de John Rhode, publicada posteriormente en Estados Unidos con el título The Harvest Murder.